# Dormilon de Junin
Muscisaxicola juninensis
Pour les articles homonymes, voir Junin.
Espèce
Statut de conservation UICN

 LC  : Préoccupation mineure
Le Dormilon de Junin (Muscisaxicola juninensis) est une espèce de passereau placée dans la famille des Tyrannidae.
Cet oiseau vit à travers la puna.
Son habitat est les prairies tempérées et les zones de marais, en haute montagne, dans les régions tropicales et subtropicales.